# Telanepsia oricalla
Telanepsia oricalla är en fjärilsart som beskrevs av Turner 1933. Telanepsia oricalla ingår i släktet Telanepsia och familjen praktmalar, Oecophoridae. Inga underarter finns listade i Catalogue of Life.